# Clocortolone
Clocortolone (Cloderm) là một steroid tại chỗ. Nó được sử dụng dưới dạng ester, clocortolone pivalate và được sử dụng dưới dạng kem. Nó được sử dụng để điều trị viêm da và được coi là một corticosteroid có độ bền trung bình. Điều khác thường ở các steroid là nó chứa nguyên tử clo và nguyên tử flo.

## Dược lý
Clocortolone là một công thức thuốc corticosteroid tại chỗ có hiệu lực trung bình cao. Nó được đánh giá ở mức hiệu lực cấp 4 theo thang điểm từ 1 (hiệu lực cao nhất) đến 7 (hiệu lực thấp nhất). Hầu hết bệnh nhân được điều trị bằng corticosteroid tại chỗ có hiệu lực trung bình, vì chúng là một phương tiện hiệu quả giữa an toàn và hiệu quả trong điều kiện ngắn và dài hạn.
Quan trọng đối với hành động dược lý của clocortolone là sự hiện diện và vị trí của các nhóm chức năng của nó. Có một số sửa đổi phân tử được thực hiện để tạo ra pivalate clocortolone, bao gồm beta-hydroxylation ở C-11, methyl hóa ở C-16, liên kết đôi ở C-12, ester hóa ở C-21 và halogen hóa ở C-6 và C-9. Nó là phổ biến trong cộng đồng y tế để liên kết halogen hóa corticosteroid tại chỗ với tác dụng phụ. Trên thực tế, khái niệm này là không chính xác, đó là cả sự hiện diện và vị trí của halogen hóa trong các steroid quan trọng. So với tất cả các corticosteroid tại chỗ khác, sự kết hợp của clo ở C-9 và flo ở C-6 là duy nhất với clocortolone. Clocortolone pivalate, do tính chất độc đáo của nó, có cả tiềm năng giữa và hồ sơ an toàn liên quan đến một corticosteroid tại chỗ có hiệu lực thấp hơn. Tính linh hoạt này cho phép kem Cloderm là một lựa chọn điều trị cho nhiều bệnh nhân.

## Xe kem
Clocortolone pivalate 0,1% được pha chế trong một loại kem có chứa ba thành phần hỗ trợ tính toàn vẹn hàng rào thấm qua lớp sừng: mỡ trắng (tắc), dầu khoáng (humectant) và rượu stearyl (chất béo rượu chuỗi dài). Kem này không chứa lanolin, hương thơm, cũng không phải propylene glycol, tất cả đều được biết là có vấn đề đối với một số bệnh nhân.

## Các nghiên cứu lâm sàng
Trong các thử nghiệm pha III, Cloderm đã được tìm thấy là đặc biệt hữu ích trong điều trị bệnh chàm, viêm da dị ứng và bệnh vẩy nến. Các thử nghiệm pha III cũng cho thấy hành động nhanh chóng và cứu trợ cho phần lớn các bệnh nhân liên quan. Không có giới hạn độ tuổi đối với việc sử dụng kem clocortolone pivalate 0,1%. Các thử nghiệm lâm sàng so sánh kem bôi clocortolone pivalate 0,1% với phương tiện trong viêm da dị ứng/viêm da chàm, bệnh vẩy nến và viêm da tiếp xúc bao gồm bệnh nhân nhi (N = 44). Tuổi trung bình của các đối tượng nhi khoa là 10 tuổi (tầm 3-14 tuổi). Clocortolone pivalate 0,1% kem có hiệu quả đối với phần lớn (75%) bệnh nhân nhi trong các thử nghiệm này, không có tác dụng phụ nghiêm trọng xảy ra ở cả hai nhóm.
Trong sáu thử nghiệm song song, mù đôi, kiểm soát giả dược, bệnh nhân viêm da dị ứng/viêm da chàm được chọn ngẫu nhiên để điều trị bằng kem bôi clocortolone pivalate 0,1% (tổng n = 109) hoặc phương tiện (tổng n = 100), áp dụng ba lần mỗi ngày trong thời gian 14 ngày. Theo các đánh giá được hoàn thành bởi các nhà điều tra của bác sĩ, tỷ lệ bệnh nhân trong nhóm pivalate clocortolone cao hơn đáng kể so với các bệnh nhân trong nhóm xe đã thể hiện phản ứng tốt hoặc xuất sắc ở Ngày 4, 7 và 14.
Do tính chất mãn tính và kéo dài của một số bệnh da liễu đáp ứng steroid như viêm da dị ứng và bệnh vẩy nến, một nghiên cứu trên 27 bệnh nhân đã được thực hiện, trong đó những bệnh nhân này được điều trị bằng Cloderm từ 30 ngày đến 7 tháng. Kết quả của các phương pháp điều trị này cho thấy tỷ lệ phản ứng bất lợi thấp và không có dấu hiệu của chứng đau, teo hoặc giảm sắc tố. Các phản ứng bất lợi đã trải qua bao gồm nóng rát, ngứa, kích ứng, khô và/hoặc viêm nang lông.
Ngoài ra, một nghiên cứu lâm sàng đã điều tra khả năng ức chế trục tuyến thượng thận tuyến yên (HPA). Mười người đàn ông không có vấn đề sức khỏe lớn nào đã sử dụng 30g kem clocortolone pivalate 0,1% hai lần một ngày trong 21 ngày trong khi mặc một bộ đồ bằng mồ hôi nhựa trong mười hai giờ mỗi ngày. Thông qua các phép đo nồng độ cortisol trong huyết tương và 17-ketosteroid trong nước tiểu, các nhà nghiên cứu đã theo dõi các tác động trên trục HPA và không có dấu hiệu ức chế tuyến thượng thận.
Tổng cộng cho đến nay, 559 bệnh nhân đã tham gia vào các thử nghiệm lâm sàng liên quan đến Cloderm, và có rất ít bằng chứng về tác dụng phụ tại chỗ và/hoặc toàn thân. Cụ thể, chỉ có 4,4 phần trăm trải qua các sự kiện bất lợi, hầu hết trong số đó là các phản ứng tại địa phương, chẳng hạn như khô, châm chích, nóng rát hoặc ngứa.

## Lịch sử quy định
Cloderm, công thức thương hiệu của kem clocortolone pivalate 0,1%, đã được Cục Quản lý Thực phẩm và Dược phẩm phê duyệt vào năm 1977 để điều trị các bệnh da liễu đáp ứng với corticoid.

## Thương mại hóa

### Quá trình sản xuất
Clocortolone được tổng hợp theo quy trình sau. 6α-Fluoro-16α-methyl-21-hydroxy-1,4,9 (11) -pregnatriene-3,20-dione bị đình chỉ trong nitroethane trong khi được đun nóng. Axit perchloric 1 N được thêm vào huyền phù này; Sau đó, hypochlorite t-butyl được thêm vào từng giọt. Trong khi được đun nóng, hỗn hợp này được khuấy trộn, sau đó làm lạnh đến nhiệt độ phòng, trộn với metanol, khuấy đều, sau đó đổ với nước có chứa đá. Hỗn hợp này sau đó được khuấy. Sản phẩm kết tủa sau đó được lọc ra và rửa trung tính bằng nước. Sau khi được sấy khô, sản phẩm thô này được xử lý bằng metanol nóng và sau đó được kết tinh lại từ ethanol. 9α-chloro-6α-fluoro-11β, 21-dihydroxy-16α-methyl-1,4-thuậnadiene-3,20-dione, hoặc clocortolone, là sản phẩm của sự tái kết tinh này.

### Lịch sử thương mại hóa
Sự tổng hợp của clocortolone được phát minh và cấp bằng sáng chế bởi Emanuel Kaspar và Rainer Philippson vào năm 1973 với Bằng sáng chế Hoa Kỳ 3.729.495. Người được ủy quyền ban đầu của bằng sáng chế là Schering AG, một công ty dược phẩm tập trung vào nghiên cứu của Đức.  Các quyền đối với Clocortolone sau đó đã được bán cho Germapharm, và sau đó cho Coria Lab Laboratory, Ltd. của DFB Enterprises, Inc., một công ty dược phẩm có trụ sở tại Fort Worth. Coria Lab Laboratory, Ltd., bộ phận da liễu của DFB Enterprises, Inc., sau đó đã được bán cho Công ty Dược phẩm Valeant năm 2008  Vào năm 2011, Promius Pharma, LLC, một chi nhánh của Phòng thí nghiệm của Tiến sĩ Reddy và Valeant Cosmetics International, Inc. đã thông báo rằng họ đã ký một thỏa thuận chung cho Cloderm. Theo thỏa thuận hợp tác này, Promius Pharma đã thực hiện một khoản thanh toán trả trước sẽ tiếp tục trả tiền bản quyền như việc xem xét quyền sản xuất, phân phối và tiếp thị Cloderm tại Hoa Kỳ.

### Bảng giá
Vào tháng 8 năm 2016 Cloderm Cream 0,1% clocortolone pivalate có giá $ 3,64 mỗi gram và $ 140,98 mỗi ống 45 gm.